# Believe believe/あなた以外誰も愛せない
「believe believe/あなた以外誰も愛せない」（ビリーヴ ビリーヴ / あなたいがいだれもあいせない）は、2016年11月30日にソニー・ミュージックアソシエイテッドレコーズから発売されたJUJUの33枚目のシングルである。

## 概要
前作の「六本木心中/ラヴ・イズ・オーヴァー」から約2ヶ月振りに発売された。オリジナル曲としては、「What You Want」以来、約1年振りのシングルである。
表題曲「believe believe」は、「Hot Stuff」等を手掛けた玉井健二がプロデュースし、沢村一樹が主演する日本テレビ系日曜ドラマ『レンタル救世主』の主題歌である。沢村演じる明辺悠五によるJUJUとのデュエットバージョン「believe believe feat. 明辺悠五」も収録される。
もう一曲の「あなた以外誰も愛せない」は、ソニー『ハイレゾ級ワイヤレス』のCMソングである。両面曲でありながら一度もアルバムに収録されず、本作のみの収録となる。
初回生産限定盤はCDとDVDの2枚組で、付属のDVDには同年に開催されたツアー『JUJU HALL TOUR 2016 WHAT YOU WANT -1st Selection-』からダイジェストとしてライブ映像を4曲収録する。

## 収録曲
DISC 1
1. believe believe [3:52]
作詞：玉井健二&tzk、作曲：飛内将大&玉井健二、編曲：玉井健二&飛内将大
日本テレビ系日曜ドラマ『レンタル救世主』主題歌
2. believe believe feat. 明辺悠五 [3:53]
作詞：玉井健二&tzk、作曲：飛内将大&玉井健二、編曲：玉井健二&飛内将大
3. あなた以外誰も愛せない [5:21]
作詞：梅田愛子・末並弘史、作曲：Haru.Robinson、編曲：大野裕一、弦一徹（ストリングスアレンジ）
ソニー『ハイレゾ級ワイヤレス』CMソング

DISC 2（初回生産限定盤DVD）
『JUJU HALL TOUR 2016 WHAT YOU WANT -1st Selection-』よりダイジェスト映像を収録。
1. 舐い罠
2. The One (I Want)
3. Brand New Days Will Love You
4. Hold me, Hold you